# Puerto Gaboto
Puerto Gaboto o Gaboto es una localidad de unos 3000 habitantes ubicada a orillas del río Coronda en el punto en donde recibe las aguas del río Carcarañá, y a solo 7 km de su desembocadura en el río Paraná, en el sudeste del departamento San Jerónimo, en el sur de la provincia de Santa Fe (Argentina).
El ángulo formado por la confluencia del Carcarañá en el Coronda forma un virtual límite sur de la población.
Se encuentra en las coordenadas 32°26′00″S 60°49′00″O / -32.43333, -60.81667.

## Historia

### Fuerte Sancti Spiritus
El lugar es conocido por haber albergado en sus orígenes al fuerte Sancti Spiritus, el primer asentamiento europeo sobre tierras argentinas. La fundación de dicho fuerte se produjo el 9 de junio de 1527 por orden de Sebastián Caboto pero fue incendiado en septiembre de 1529 por los querandíes, según parece probable, aunque algunos relatos históricos culpan a los timbúes. Excavaciones comenzadas en 2006 han localizado restos de material cerámico, metal, vidrio, líticos, restos óseos y carbón en el extremo sur de Puerto Gaboto, junto al Carcarañá, que revelan la localización de Sancti Spiritu.

### Fuerte de Corpus Christi
El 15 de junio de 1536, Juan de Ayolas y sus hombres fundaron en un lugar cercano a las ruinas de Sancti Spiritu el fuerte de Corpus Christi. Fue destruido por los timbúes tres años después, el 3 de febrero de 1539.

### Pueblo y fuerte de Buena Esperanza
A finales del mes de septiembre de 1536, el adelantado Pedro de Mendoza fundó el pueblo y fuerte de Buena Esperanza, que estaría ubicado a unas cuatro millas o bien 6,5 km más al sur del anteriormente citado fuerte Corpus Christi (por lo tanto cerca de la parte meridional de la actual localidad de Puerto Gaboto de San Jerónimo y ya en la jurisdicción del vecino departamento santafesino de San Lorenzo).
Cuando finalmente en diciembre de 1536 los querandíes consiguieron vulnerar las defensas del primer poblado de Buenos Aires, penetrar en él e incendiarlo, provocaron la destrucción total del mismo y el adelantado con algunos españoles supervivientes consiguieron escapar de la matanza y se dirigieron al norte para refugiarse en tierra de timbúes, a unas cuantas leguas al sur de donde fuera fundado un fuerte años atrás por Sebastián Gaboto en 1527 y refundado por Juan de Ayolas en 1536 en la confluencia con el río Carcarañá —según Ulrico Schmidl, un expedicionario bávaro-germánico del adelantado, hicieron unas 84 leguas (o sea, unos 468 km de navegación hacia el norte (lo que nos pondría en la actual ciudad de Santa Fe, que dista de Buenos Aires unos 470 km)— y muy probablemente se refugiarían en este pueblo y fuerte de Buena Esperanza.
Finalmente el fuerte vecino del norte, el ya citado Corpus Christi, fue destruido y también lo sería, poco tiempo después, este efímero pueblo y fuerte de Buena Esperanza hacia el mes de septiembre de 1539.

### Fundación del actual Puerto Gaboto
El pueblo de Puerto Gaboto fue fundado en 1891, tomando su nombre en honor de Sebastián Caboto, conocido como Gaboto en la Argentina. En sus comienzos tuvo una significativa importancia económica, debido fundamentalmente al puerto de ultramar que hay en su costa, junto al cual se instalaron una curtiembre y un saladero.
El presidente Domingo Faustino Sarmiento ya había fundado una escuela normal en la zona 4 años antes de la fundación del poblado. A principios del siglo XX alcanzó al pueblo el ferrocarril que llegaba desde la localidad de Maciel.
No obstante el apogeo inicial, el comercio comenzó a decaer en 1930, hasta llegar al abandono y desmantelamiento del muelle en 1945. De los primeros tiempos aún se conservan añosas y lujosas fachadas.

## Actualidad
Puerto Gaboto es un punto reconocido para la pesca del dorado y otras especies de río. El excelente fondeadero natural de su puerto cuenta con un calado natural de 9 y 11 m (30 a 36 pies). La instalación de dos importantes cerealeras en Timbúes (unos 15 km río abajo), provocó que el dragado garantizado de 36 pies figure en los mapas hasta la zona de Puerto Gaboto.
Esta medida podría reactivar el viejo puerto y dar un nuevo impulso al lugar.
En 2010 al ser creado el parque nacional Islas de Santa Fe, Puerto Gaboto es uno de los accesos más próximos a dicha área natural protegida.
Gracias a la colaboración ciudadana desinteresada ―comandada por José Bacigaluppo―, en el año 1990 comenzaron nuevamente la reconstrucción del fuerte, en los cuales se lograron poner de pie toda la empalizada.
En el año 2014 se funda la primera estación de FM ( FRECUENCIA MODULADA ) Que actualmente sigue emitiendo en el 101.7 mhz. VANGUARDIA FM, propiedad de la familia Attorresi. Se puede escuchar en la web www.vanguardiafm.com.ar .

## Población
Cuenta con 2987 habitantes (Indec, 2010), lo que representa un incremento del 12,3% frente a los 2617 habitantes (Indec, 2001) del censo anterior.
| Gráfica de evolución demográfica de Puerto Gaboto entre 1991 y 2010 |
|                                                                     |
| Fuente: Censos nacionales del INDEC                                 |

## Santo patrono católico
- Advocación Nuestra Señora de Luján.

Festividad: 8 de mayo.